# James Feldeine
James Feldeine, né le 26 juin 1988 à New York aux États-Unis, est un joueur américano-dominicain de basket-ball. Il évolue au poste d'arrière.

## Biographie
En août 2017, Feldeine signe un contrat de deux ans avec l'Étoile rouge de Belgrade.
Au mois d'août 2020, il s'engage pour deux saisons avec le Real Betis en première division espagnole.

## Palmarès
- Vainqueur de la coupe de Grèce en 2017
- MVP de la coupe de Grèce 2017
- Champion de Grèce en 2017
- Vainqueur de la Coupe d'Israël 2019, 2020